# ستيغ جوهانسون
ستيغ جوهانسون (بالسويدية: Stig Johanson)‏ هو ممثل سويدي، ولد في 18 ديسمبر 1919 في بوروس في السويد، وتوفي في 9 أبريل 1986 في تيبي ‏ في السويد.

## وصلات خارجية
- ستيغ جوهانسون على موقع IMDb (الإنجليزية)
- ستيغ جوهانسون على موقع قاعدة بيانات الأفلام السويدية (السويدية)
- ستيغ جوهانسون على موقع قاعدة بيانات الفيلم (الإنجليزية)